# Aurelia (cráter)
Aurelia es un cráter de impacto en el planeta Venus de 31,1 km de diámetro. Lleva el nombre de Aurèlia Cotta (120 a. C.-54 a. C.), madre de Julio César, y su nombre fue aprobado por la Unión Astronómica Internacional en 1991.
Tiene una gran superficie oscura que rodea el cráter. Los flujos lobulados que provienen de las eyecciones del cráter son muy brillantes visiblemente y en el radar.